# John Baptist Lee Keh-mien
John Baptist Lee Keh-mien (chiń. 李克勉; pinyin Lǐ Kèmiǎn; ur. 23 sierpnia 1958 w Tainanie) – tajwański duchowny rzymskokatolicki, od 2006 biskup Xinzhu.

## Życiorys
Święcenia kapłańskie przyjął 27 maja 1990 i został inkardynowany do diecezji Xinzhu. Po święceniach został rektorem niższego i wyższego seminarium diecezjalnego, zaś w 2003 objął tenże urząd w seminarium regionalnym w Xinzhuang.
6 kwietnia 2006 otrzymał nominację na biskupa Xinzhu, zaś 24 czerwca 2006 przyjął sakrę biskupią z rąk swego poprzednika, bp. Lucasa Liu Hsien-tang. Od 1 lipca 2020 pełni funkcję przewodniczącego chińskiej Konferencji Biskupów.